# Pyrrorhiza
Pyrrorhiza là một chi thực vật có hoa trong họ Haemodoraceae.

## Các loài
- Pyrrorhiza neblinae Maguire & Wurdack, 1957